# 川崎浩市
川崎浩市（かわさき こういち、1964年10月4日 - ）は、プロ格闘家のマネージャーとエージェント。業界では「ブッカーK」と呼ばれる。福岡県生まれ。

## 来歴
ファンとしてUWFの地方大会を手伝ったことがきっかけで第2次UWFに誘われ入社。
1990年、前田日明とフロントとの対立により第2次UWFが活動停止したことに伴い、第2次UWFの代表取締役社長だった神新二と専務取締役だった鈴木浩充の始めたスペースプレゼンツへ入社。
1991年、レフェリーのミスター空中の誘いを受け、メガネスーパーワールドスポーツへ入社してプロフェッショナルレスリング藤原組の担当となる。
1992年12月の選手分裂により、1993年1月の興行を最後にメガネスーパーがプロレス事業を撤退したことに伴い、メガネスーパーワールドスポーツ退社。
藤原喜明らと新たに藤原組の立ち上げに参加。その後リングスへ誘われリングスへ転職。
1996年9月にリングスを退職してフリーになった。1996年オクラホマで開催されたエクストリーム・ファイティング・チャンピオンシップに和術慧舟會の村上一成をブッキング。
また新日本プロレスのオフィシャルマガジン「ストロングスタイル」の編集に携わる。
1997年5月28日に代々木第二体育館でエクストリームチャレンジを開催。「日本vsオランダ柔術軍団 6対6」を開催。
PRIDEには立ち上げ時から企画を含め深く関わった。
バス・ルッテンから「ブッカーK」と呼ばれるようになり、自身の会社名を「ブッカー・ケイ」として立ち上げる。
PRIDEではヘンゾ・グレイシー、ゲーリー・グッドリッジ、シュートボクセ・アカデミー（ヴァンダレイ・シウバ等）、チーム・クエスト（ダン・ヘンダーソン等）などの多くの選手をブッキング。
またブラジルのGlobo TVとの契約やフランスのTVとの契約などを手掛ける。
2005年3月26日旗揚げのHERO'Sにも立ち上げから参画する。
かつては既存の他団体から「引き抜きの元凶」として名指しで批判され、特に前田からは「警察の目が厳しくない海外でボコボコにしてやる!」とまで敵視された（その後、和解）。
1999年にアブダビ・コンバット（ADCC）の第2回世界大会から日本の窓口として仕事をしている。また、イゴール･ボブチャンチンの日本における代理人を務めている。
パンクラス、シュートボクシング等にも選手のブッキングを行い、著書『ブッカーKが見た激動の時代 UWF、そしてPRIDEの崩壊』(双葉社 2017年10月22日発売)の著者紹介によると、現在は投資用不動産のブッカーとなっている。